# Michèle Pierre-Louis

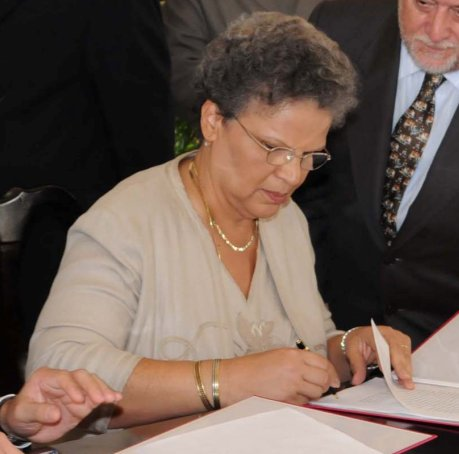
Michèle Pierre-Louis

Michèle Pierre-Louis (Jérémie, 5 oktober 1947) is een onafhankelijke Haïtiaanse politica.
Zij werd op 23 juni 2008 door president René Préval voorgesteld voor de functie van premier, kreeg het vertrouwen van de Kamer op 17 juli, van de senaat, na twee stemmingen, op 31 juli en nam haar functie op op 5 september 2008. De uiteindelijke installatie, voorzien op 26 augustus, diende uitgesteld te worden door de doortocht van orkaan Gustav. Kort daarna volgden ook nog de orkanen Hanna en Ike, wat in Haïti een natuurramp met honderden doden creëerde die de volle aandacht van de nieuwe regering vergde.
Op 30 oktober 2009 verloor ze het vertrouwen van de senaat, zodat ze op 11 november 2009 haar functie moest neerleggen. Ze was de tweede vrouwelijke premier van het land, na Claudette Werleigh. Ze volgde Jacques-Édouard Alexis op van de Front de l'Espoir partij, die na de hongeropstanden van 8 april 2008 door de senaat werd weggestemd. Ze werd opgevolgd door Jean-Max Bellerive van Front de l'Espoir.
Van 1995 tot 2008 leidde ze FOKAL, een niet-gouvernementele organisatie gesteund door filantroop George Soros.
Ze is gescheiden en heeft een dochter.
Célestin · Préval · Honorat · Bazin · Malval · Michel · Werleigh · Smarth · Alexis · Chérestal · Neptune · Latortue · Alexis · Pierre-Louis · Bellerive · Conille · Lamothe · Guillaume · Paul · Jean · Jean-Charles · Lafontant · Céant · Lapin · Jouthe · Joseph · Henry